# Benton (Maine)
Benton és una població dels Estats Units a l'estat de Maine (EUA). Segons el cens del 2000 tenia 2.557 habitants.

## Demografia
Segons el cens del 2000, Benton tenia 2.557 habitants, 1.013 habitatges, i 749 famílies. La densitat de població era de 34,7 habitants per km².
Dels 1.013 habitatges en un 32,9% hi vivien nens de menys de 18 anys, en un 60,2% hi vivien parelles casades, en un 9,2% dones solteres, i en un 26% no eren unitats familiars. En el 19,4% dels habitatges hi vivien persones soles el 8,1% de les quals corresponia a persones de 65 anys o més que vivien soles. El nombre mitjà de persones vivint en cada habitatge era de 2,52 i el nombre mitjà de persones que vivien en cada família era de 2,88.
Per edats la població es repartia de la següent manera: un 24,8% tenia menys de 18 anys, un 6% entre 18 i 24, un 30,6% entre 25 i 44, un 26,7% de 45 a 60 i un 11,8% 65 anys o més.
L'edat mediana era de 38 anys. Per cada 100 dones de 18 o més anys hi havia 102,7 homes.
La renda mediana per habitatge era de 38.613 $ i la renda mediana per família de 41.597 $. Els homes tenien una renda mediana de 35.882 $ mentre que les dones 23.856 $. La renda per capita de la població era de 18.464 $. Entorn del 6,1% de les famílies i el 10,2% de la població estaven per davall del llindar de pobresa.